# David Edwards
David Alexander Edwards, född 3 februari 1986 i Pontesbury, är en walesisk fotbollsspelare som spelar för walesiska Bala Town. Han var uttagen i Wales trupp vid fotbolls-EM 2016.

## Karriär
Den 7 januari 2019 värvades Edwards av Shrewsbury Town, där han skrev på ett 2,5-årskontrakt.